# Traité germano-douala
Le traité germano-douala est un traité commercial signé le 12 juillet 1884 entre, d'une part, les rois Ndumbé Lobè Bell et Dika Mpondo Akwa et, d'autre part, Edouard Schmidt et Johannes Voss, représentant deux firmes commerciales allemandes.

## Histoire

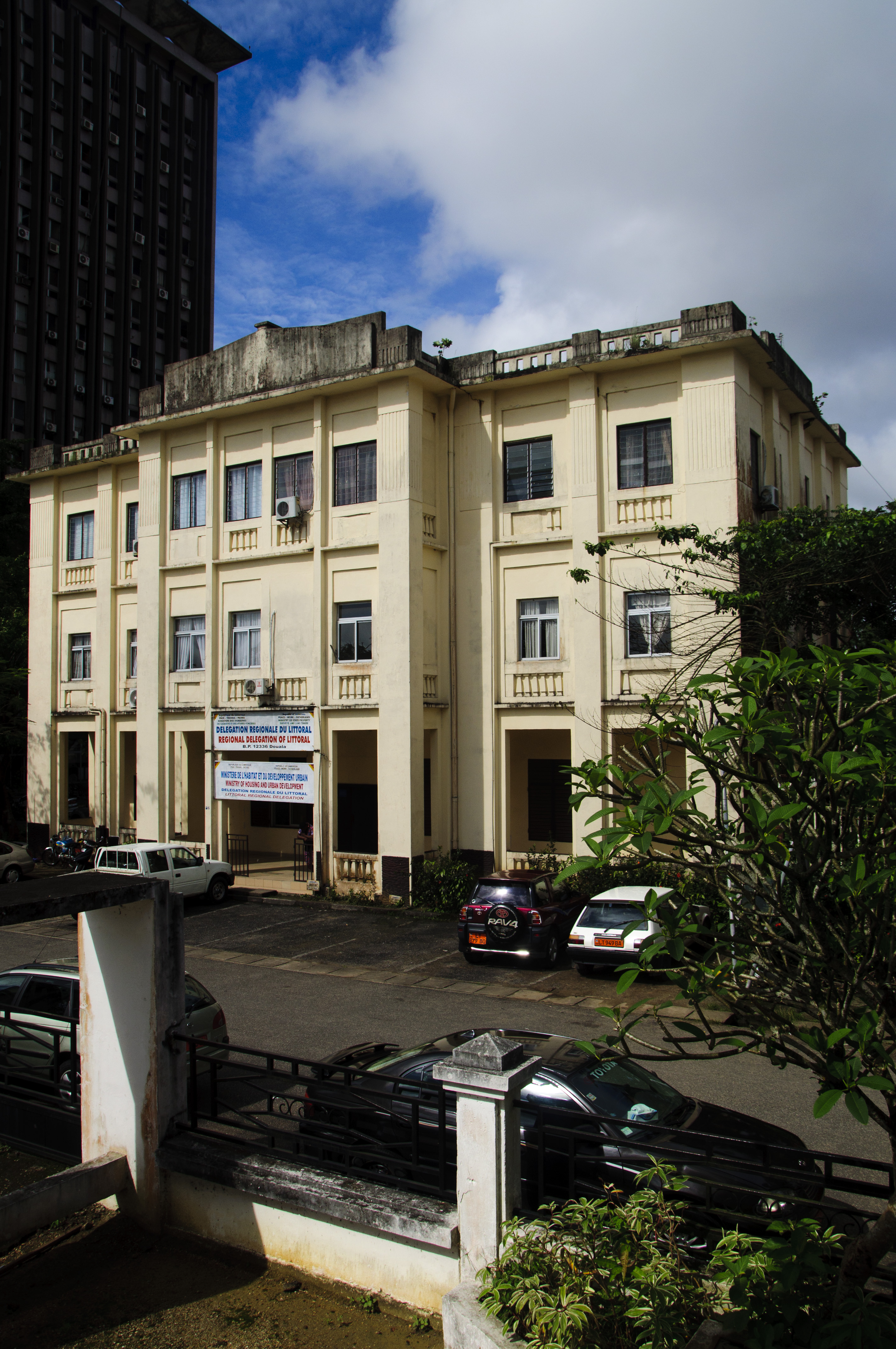
Ancien siège de la Woermann-Linie à Douala

Plusieurs traités ont été passés avant celui-ci : le contrat anglo-douala du 10 juin 1840, le traité anglo-douala du 7 mai 1841 et le traité anglo-douala du 29 avril 1852. Ces traités envisagent l'arrêt de la vente et du transport d'esclaves. L’accord anglo-douala du 13 décembre 1861 interdit de répondre à un meurtre par un acte semblable. L’accord Akwa-Woermann, du 30 janvier 1883, est relatif à la protection des biens et agents de la firme Woermann à Akwa.

## Les termes du traité[5],[6]
« Nous soussignés, rois et chefs du territoire nommé Cameroun, situé le long du fleuve Cameroun, entre les fleuves Bimbia au nord et Kwakwa au sud, et jusqu’au 4°10 degré de longitude nord, avons aujourd’hui, au cours d’une assemblée tenue en la factorerie allemande sur le rivage du roi Akwa, volontairement décidé que:
- Nous abandonnons totalement aujourd'hui nos droits concernant la souveraineté, la législation et l'administration de notre territoire,
A MM. Edouard Schmidt, agissant pour le compte de la firme C. Woermann, et Johannes Voss, agissant pour le compte de la firme Jantzen et Thormänlen, toutes deux à Hambourg et commerçant depuis des années dans ces fleuves.
- Nous avons transféré nos droits de souveraineté, de législation et d'administration de notre territoire aux firmes susmentionnées avec les réserves suivantes :
Article premier. - Le territoire ne peut être cédé à une tierce personne.  
Art. 2. - Tous les traités d’amitié et de commerce qui ont été conclus avec d’autres gouvernements étrangers doivent rester pleinement valables.  
Art. 3. - Les terrains cultivés par nous, et les emplacements sur lesquels se trouvent des villages doivent rester la propriété des possesseurs actuels et de leurs descendants ;  
Art. 4. - Les péages doivent être payés annuellement, comme par le passé, aux rois et aux chefs.  
Art. 5. - Pendant les premiers temps de l’établissement d’une administration ici, nos coutumes et nos usages doivent être respectés. »

## Postérité du traité
Le lendemain, vu ce traité, le consul allemand se déclare souverain sur le Cameroun. Le lien juridique est rompu en 1887, lorsque la partie allemande cesse de remplir son obligation.